# Marmosa murina
La marmosa murina (Marmosa murina) és un marsupial sud-americà de la família dels didèlfids. El seu àmbit de distribució inclou Colòmbia, Veneçuela, Trinitat i Tobago, la Guaiana, Surinam, la Guaiana Francesa, el Brasil, l'est de l'Equador, l'est del Perú i l'est de Bolívia.